# كورمونت
كورمونت (بالفرنسية: Cormont)‏ هي بلدية تقع في إقليم باد كاليه من منطقة نور با دو كاليه في شمال فرنسا. تبلغ مساحة هذه المدينة 9.71 (كم²)، وترتفع عن سطح البحر 45 م، يبلغ عدد سكانها 250 نسمة حسب إحصاء المعهد الوطني للإحصاء والدراسات الاقتصادية سنة 2009 م. وترأس Pierre-Marie Dusannier البلدية خلال فترة (2008-2014).